# 喻孝權
喻孝權 （1902年—1962年12月2日），字文軒。四川榮昌人。中國青年黨四川省黨部秘書、中國青年黨第十一屆中央委員會中央執行委員、中央常務委員會委員、婦女部長，民國37年（1948年）在四川省當選候補立法委員。
父喻言行，字從之，曾任墊江縣知事（後為縣長），二妹喻德權曾任國民參政會參政員，三妹喻忠權曾當選行憲國民大會代表。

## 生平[3]
畢業於成都大學政治系，歷任北平晨光女子學院教授。1946年11月，當選為制憲國民大會代表。1947年3月，聘為憲政實施促進委員會常務委員，成都《新中國日報》社社長，總統府國策顧問、立法院立法委員。
民國51年（1962年）12月2日病逝